# Nanzhong
Il Nanzhong (南中) era una regione della Cina antica, corrispondente alle provincie odierne meridionali di Yunnan, Guizhou e Sichuan meridionale.

## Storia
La regione era popolata dalla tribù ribelle dei Nanman, condotta da Meng Huo. Nel 225 d.C., il noto generale e stratega del Regno di Shu Zhuge Liang condusse tre colonne dell'esercito di Shu nel Nanzhong, per conquistare le terre del sud e pacificare il popolo ribelle. Nella cultura cinese, famose sono le sette catture di Meng Huo da parte del generale.